# Camilla af Storbritannien
Dronning Camilla af Storbritannien (født 17. juli 1947 som Camilla Rosemary Shand) er gift med den britiske konge Charles 3. af Storbritannien.

## Biografi
Camilla Shand blev født den 17. juli 1947 på King's College Hospital i London som datter af major Bruce Shand og Rosalind Cubitt, datter af baron Ashcombe. Hun mødte Prins Charles første gang i 1970 under en polokamp. Da Prins Charles ikke friede, giftede hun sig i 1973 med kavaleriofficeren Andrew Parker Bowles, men prinsen og Camilla fortsatte med at være venner.
I ægteskabet mellem Camilla og Andrew Parker Bowles blev der født to børn: Tom (født 1975) og Laura (født 1979). Parret blev skilt i 1995.
Den 9. april 2005 blev Camilla Parker Bowles gift med Prins Charles på rådhuset i Windsor.
Den 8. september 2022 blev hun dronning af Storbritannien og 14 andre nationer, da hendes ægtefælle tiltrådte som kong Charles III.

## Titel
I 1952 blev prinsesse Elizabeth dronning. Samtidig blev hendes ældste søn prins Charles Hertug af Cornwall. Da Charles blev gift med Camilla i 2005, blev hun hertuginde af Cornwall. Hendes formelle titel var prinsesse af Wales, men denne titel brugte Camilla ikke selvom hun var gift med tronfølgeren. Mange associerede titlen med Camillas forgænger prinsesse Diana.
I tiden umiddelbart efter Charles' trontiltrædelse i 2022 blev Camilla hyppigt tituleret som queen consort (dansk: dronningegemalinde), selvom den kortere betegnelse queen (dansk: dronning) også blev anvendt, men efter Camillas formelle kroning i Westminster Abbey d. 6. maj 2023 benyttes nu alene betegnelsen dronning af det britiske hof.